# Malvengewächse
Die Malvengewächse (Malvaceae) sind eine Familie in der Ordnung der Malvenartigen (Malvales) innerhalb der Bedecktsamigen Pflanzen. Die Familie wird in neun Unterfamilien gegliedert und enthält etwa 243 Gattungen mit etwa 4.225 bis 4.300 Arten. Die Malvaceae haben eine weltweite Verbreitung. Bekannteste Nutzpflanzen sind Gemüse-Eibisch, Kakaobaum und Baumwolle. Diese Familie enthält einige Arten, die medizinisch oder für Tees genutzt werden. Viele Arten und besonders ihre Sorten sind Zierpflanzen für Parks, Gärten und Räume.

## Beschreibung

### Erscheinungsbild und Laubblätter

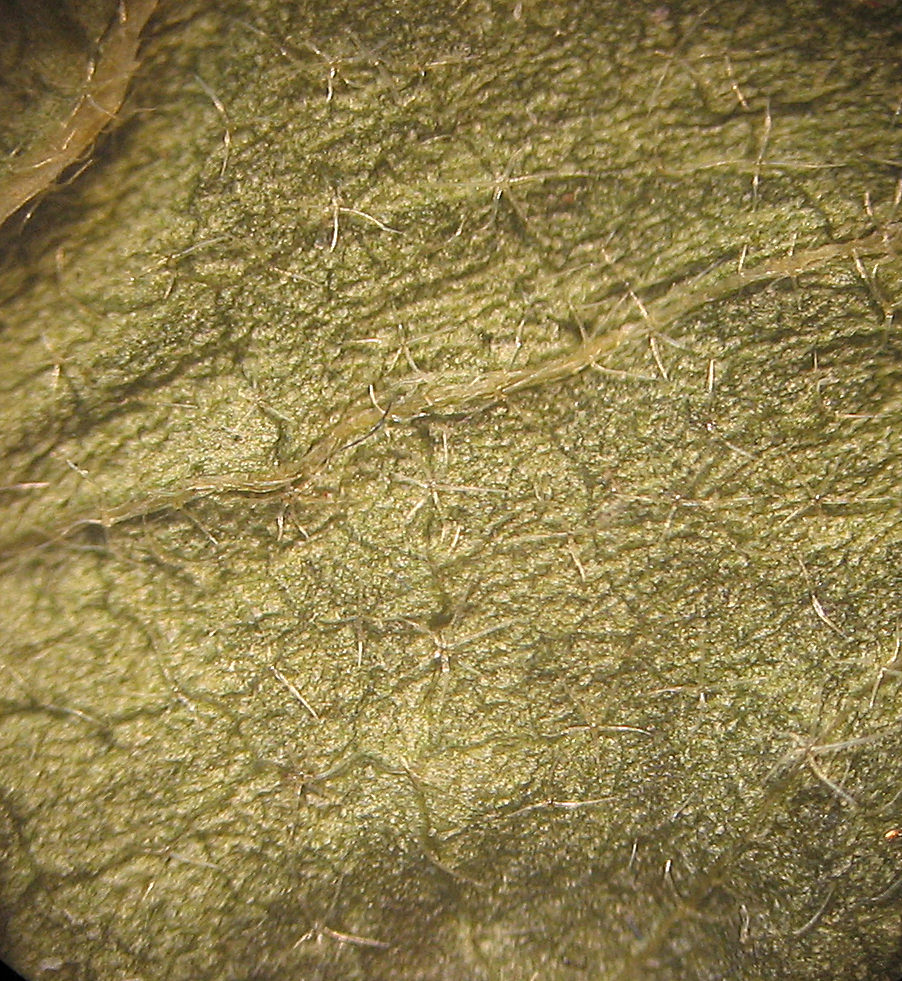
Sternhaare auf der Unterseite eines getrockneten Blattes der Rosen-Malve (Malva alcea)

Es gibt krautige Pflanzen: einjährige bis ausdauernde und verholzende Pflanzen: Sträucher und Bäume, sehr selten Lianen. Bei den verholzenden Arten ist die Borke faserig. Die Malvengewächse besitzen oft Schleimzellen. Meist sind auf vielen Pflanzenteilen Haare vorhanden, es handelt sich meist typischerweise um Sternhaare. Selten sind Dornen oder Stacheln vorhanden. Es können extraflorale Nektarien vorhanden sein.
Die meist wechselständigen Laubblätter sind gestielt. Die fingeradrige Blattspreite ist handförmig gelappt bis geteilt oder ungeteilt. Der Blattrand ist glatt, gekerbt, gezähnt oder gesägt; wenn er nicht glatt ist endet eine Blattader je Blattzahn. Es sind Nebenblätter vorhanden, sehr selten sind sie reduziert.

### Blütenstände und Blüten
Selten sind Arten, deren Blüten einhäusig (monözisch) oder zweihäusig (diözisch) getrenntgeschlechtig sind. Die Blüten stehen in seitenständigen, unterschiedlich aufgebauten, oft zymösen Blütenständen zusammen oder die Blütenstände sind reduziert bis auf eine Blüte. Kauliflorie tritt bei einigen tropischen Arten auf (bekanntes Beispiel Kakaobaum (Theobroma cacao)). Manchmal stehen einige Hochblätter zusammen oder es ist bei sehr vielen Gattungen ein Nebenkelch aus meist drei, selten mehr Hochblättern vorhanden.

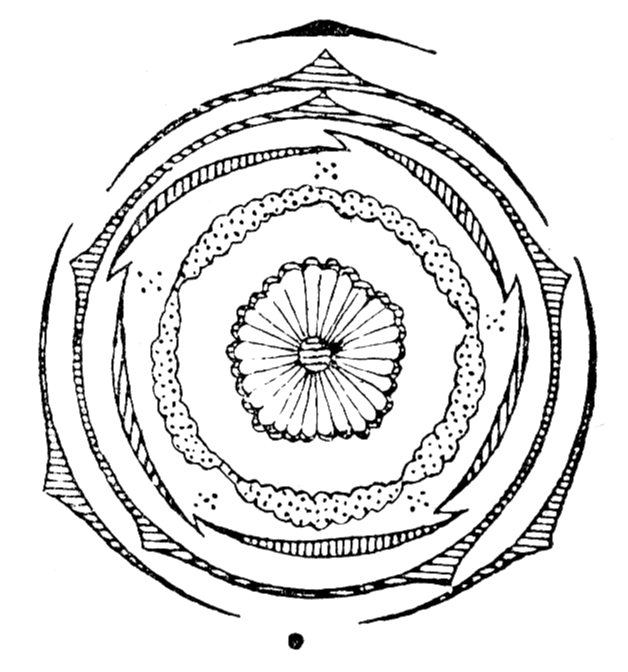
Blütendiagramm von Malva

Die meist gestielten Blüten sind typischerweise radiärsymmetrisch, selten etwas zygomorph (beispielsweise Helicteres) oder asymmetrisch (beispielsweise Mansonia). Die fünfzähligen Blüten sind selten eingeschlechtig, meist zwittrig mit doppeltem Perianth. Die meist fünf Kelchblätter sind oft an ihrer Basis verwachsen und berühren sich im übrigen Bereich nur (valvat). Die meist fünf weitgehend freien Kronblätter überdecken sich gedreht (contort). Bei einigen Arten sind die Kronblätter reduziert oder fehlen. Bei manchen Arten ist die Basis der Staubblätter mit den Kronblättern verwachsen.

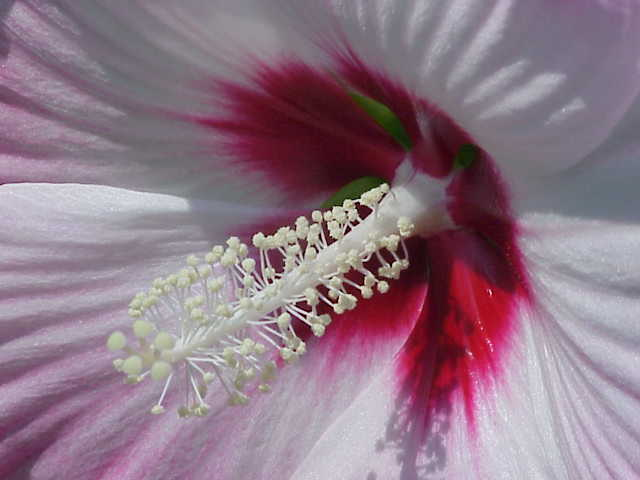
Blüten-Detail von Hibiscus moscheutos: Die Staubfäden sind zu einer röhrenförmigen Columna verwachsen, typisch für Malvoideae

Bei der Familie der Malvaceae ist ursprünglich nur der innere Kreis mit fünf Staubblättern vorhanden. Bei vielen Taxa existiert als Besonderheit der Blüten eine sogenannte sekundäre Vielzähligkeit der Staubblätter (bis über 1000), dabei wurden die Glieder des inneren Kreises zentripetal vermehrt, wodurch fünf Staubblattgruppen entstanden sind. Oft sind Staminodien vorhanden. Die Staubfäden sind mindestens an ihrer Basis verwachsen. Selten können Staminodien vorkommen (einige Arten bei Pavonia). Bei den Unterfamilien Bombacoideae und Malvoideae sind die Staubfäden der vielen Staubblätter zu einer den Stempel umgebenden Röhre verwachsen, der sogenannten Columna. Zahlreiche Vertreter der Unterfamilien Grewioideae, Helicteroideae und Sterculioideae weisen ein Androgynophor auf, das Staubblätter und Gynoeceum aus der Blüte heraushebt. Die Pollen sind in den Unterfamilien verschieden. Zwei bis viele oberständige Fruchtblätter sind frei oder zu einem Fruchtknoten verwachsen. Der Griffel endet in einer kopfigen oder oft fünflappigen Narbe. In den Blüten sind Nektarien vorhanden, die aus zusammengefassten Drüsenhaaren bestehen und sich meist auf den Kelchblättern oder am Perianth befinden. Allerdings sind auch ein Diskus oder extraflorale Nektarien möglich.

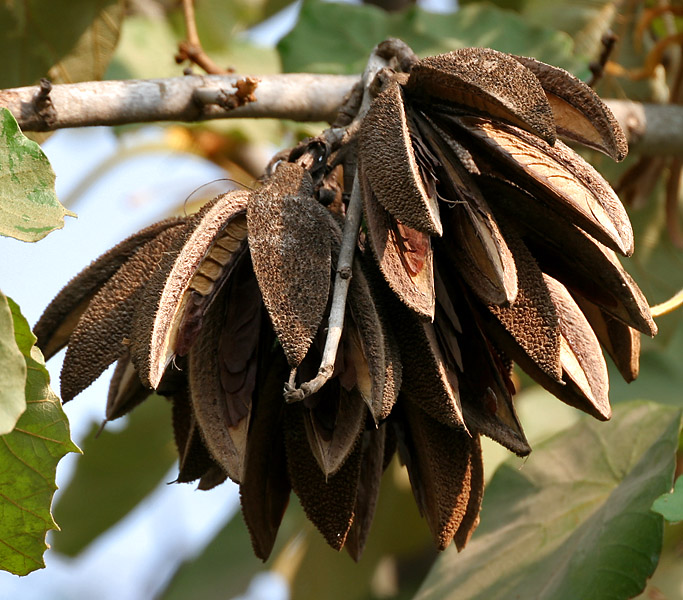
Offene Kapselfrüchte von Pterospermum acerifolium

### Früchte und Samen
Bei den Malvaceae gibt es ein breites Spektrum an Fruchttypen. Meist werden Kapselfrüchte oder Spaltfrüchte gebildet, seltener Beeren, Steinfrüchte oder Nüsse. Viele Früchte enthalten Haare. Bei manchen Arten besitzen die Früchte an der Oberfläche Haare oder Stacheln.
Die Samen können Haare (bekannt von Baumwolle), Flügel oder einen Arillus (beispielsweise Durio) besitzen.

### Inhaltsstoffe und Chromosomen
An Inhaltsstoffen sind Cyclopropenoid-Fettsäuren (Malvalsäure, Sterculiasäure) und Terpenoid-basierte Chinone vorhanden.
Die Chromosomenzahlen sind in den Unterfamilien unterschiedlich: Bombacoideae n = 36 (−46), Brownlowioideae n= 10, Byttnerioideae n = (5-7) 10 (−13), Dombeyoideae n = 19, 20, 30 etc., Grewioideae n = 7-9 (10), Helicteroideae n = 9, 14, 20, 25 etc., Malvoideae n = 5-20 (-mehr), Sterculioideae n = (15, 16, 18) 20 (21 etc.), Tilioideae n = 41.

## Fortpflanzung
Die Bestäubung erfolgt bei vielen Taxa durch Insekten (Entomophilie), einige Taxa besonders der Neuen Welt sind auf Vögel (Ornithophilie) spezialisiert.
Bei den Taxa mit Kapselfrüchten sind die Samen die Verbreitungseinheiten (Diasporen); ansonsten sind meist die Früchte die Diasporen. Sie werden überwiegend durch Wind (bekannt von Tilia, Anemochorie) oder Tiere, selten durch Wasser ausgebreitet; von Myrmekochorie wird selten berichtet.

## Systematik
Die Erstveröffentlichung des Familiennamens Malvaceae erfolgt 1789 durch Antoine-Laurent de Jussieu in Genera Plantarum, 271. Die Typusgattung ist Malva L.
Vor allem molekulargenetische Untersuchungen führten zu großen Änderungen in der Systematik der Ordnung der Malvales. In die Familie der Malvengewächse (Malvaceae) wurden einige Taxa neu eingegliedert, darunter die ehemaligen Familien der Lindengewächse, der Wollbaumgewächse und der Sterkuliengewächse. Diese neu eingeordneten ehemaligen Familien sind nun nur noch Unterfamilien. Die meisten Taxa, die die bisherige Familie der Malvengewächse bildeten, sind jetzt in der Unterfamilie Malvoideae zu finden; deshalb hier die Bezeichnung „Malvengewächse im engeren Sinne“. Die Familie ist jetzt gegliedert in neun Unterfamilien.
Synonyme für Malvaceae Juss. sind: Bombacaceae Kunth nom. cons., Brownlowiaceae Cheek, Byttneriaceae R.Br. nom. cons., Dombeyaceae Kunth, Durionaceae Cheek, Fremontiaceae J.Agardh nom. illeg., Helicteraceae J.Agardh, Hermanniaceae Marquis, Hibiscaceae J.Agardh, Lasiopetalaceae Rchb., Melochiaceae J.Agardh, Pentapetaceae Bercht. & J.Presl, Philippodendraceae A.Juss., Plagianthaceae J.Agardh, Sparmanniaceae J.Agardh, Sterculiaceae Vent. nom. cons., Theobromataceae J.Agardh, Tiliaceae Juss. nom. cons., Triplochitonaceae K.Schum. nom. nud.

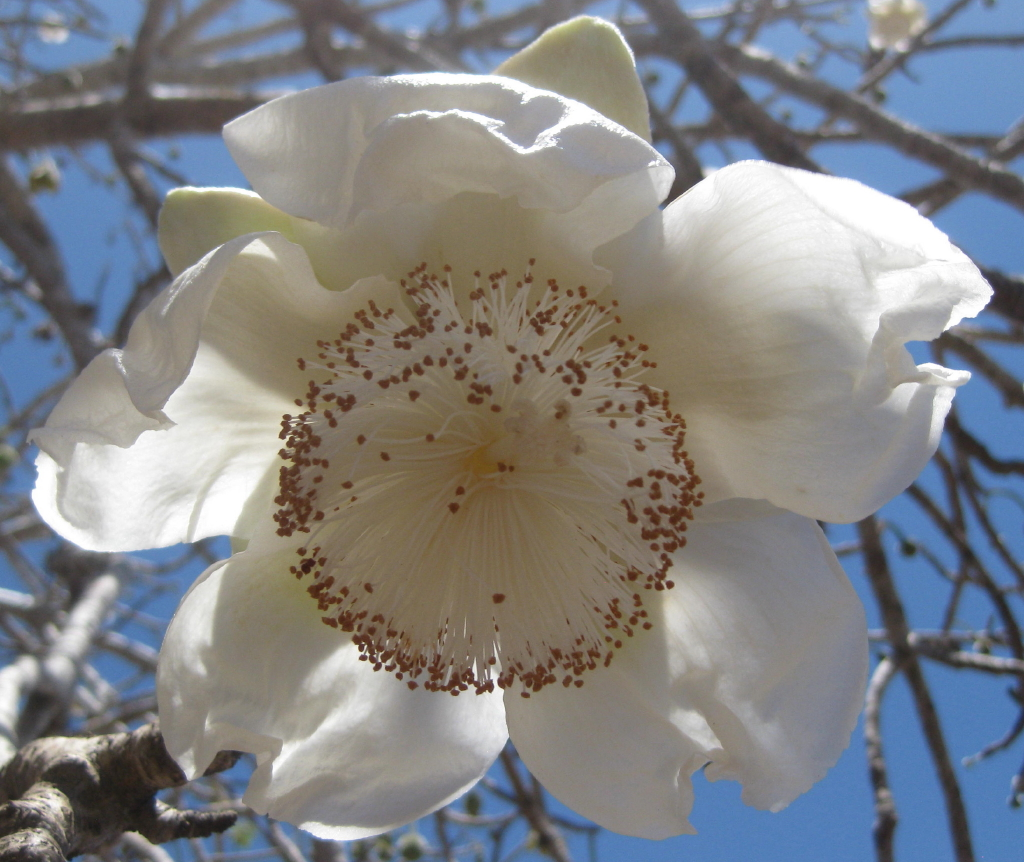
Unterfamilie Bombacoideae: Afrikanischer Affenbrotbaum (Adansonia digitata)

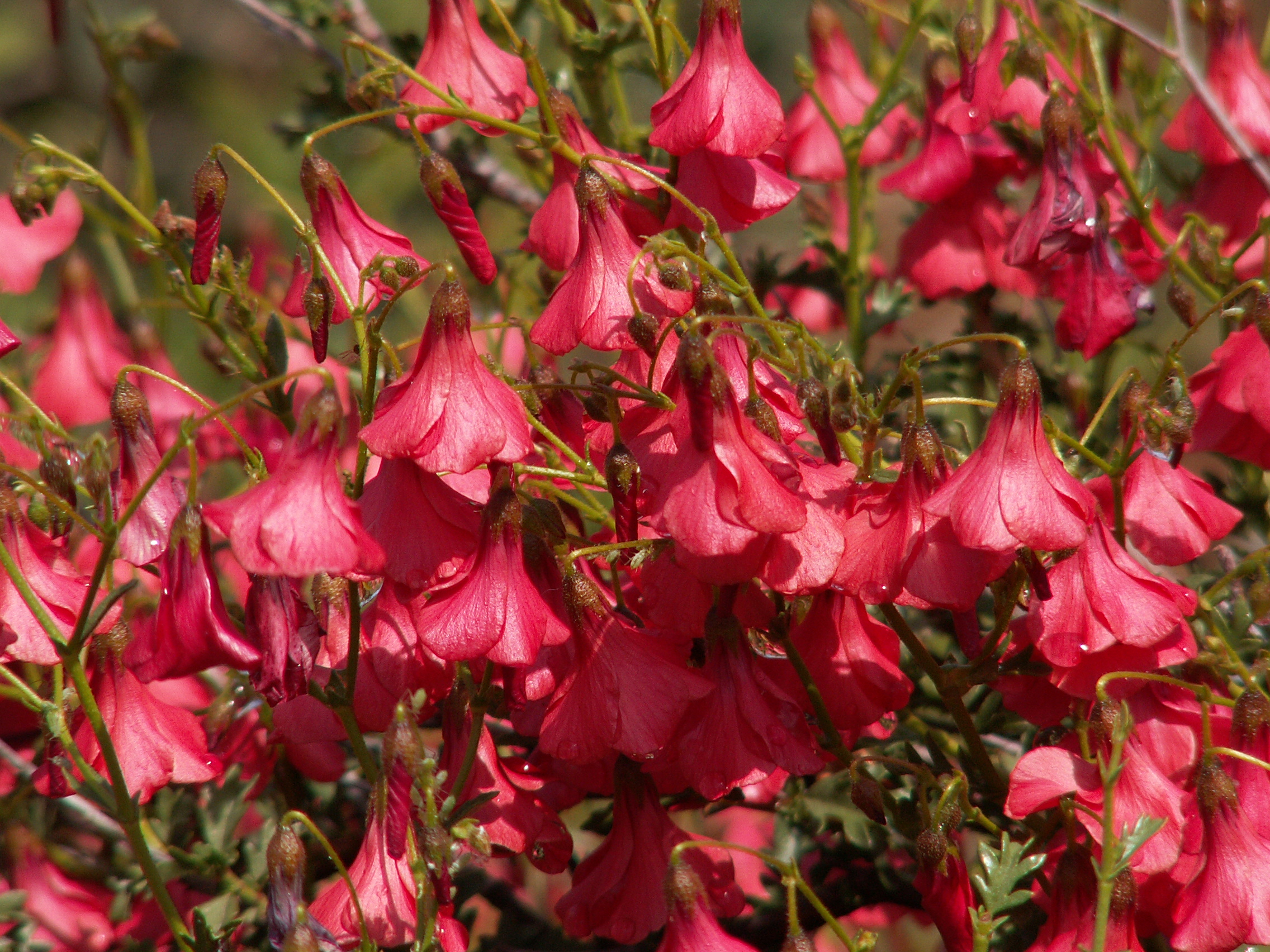
Unterfamilie Byttnerioideae: Hermannia stricta

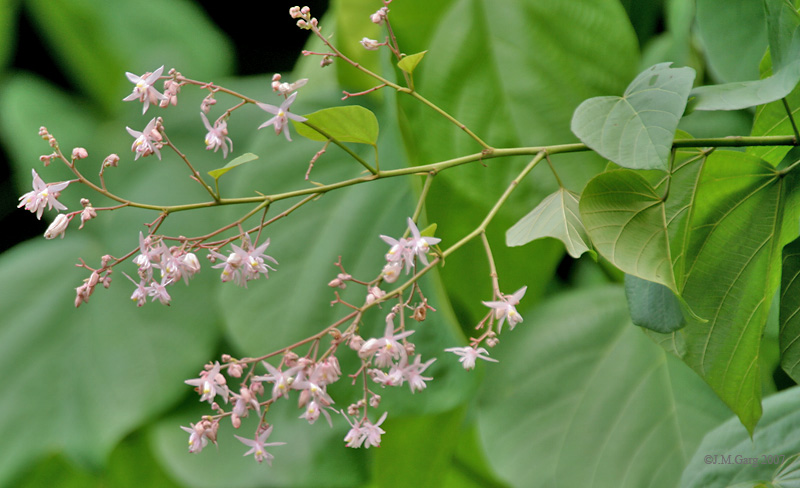
Unterfamilie Byttnerioideae: Kleinhovia hospita

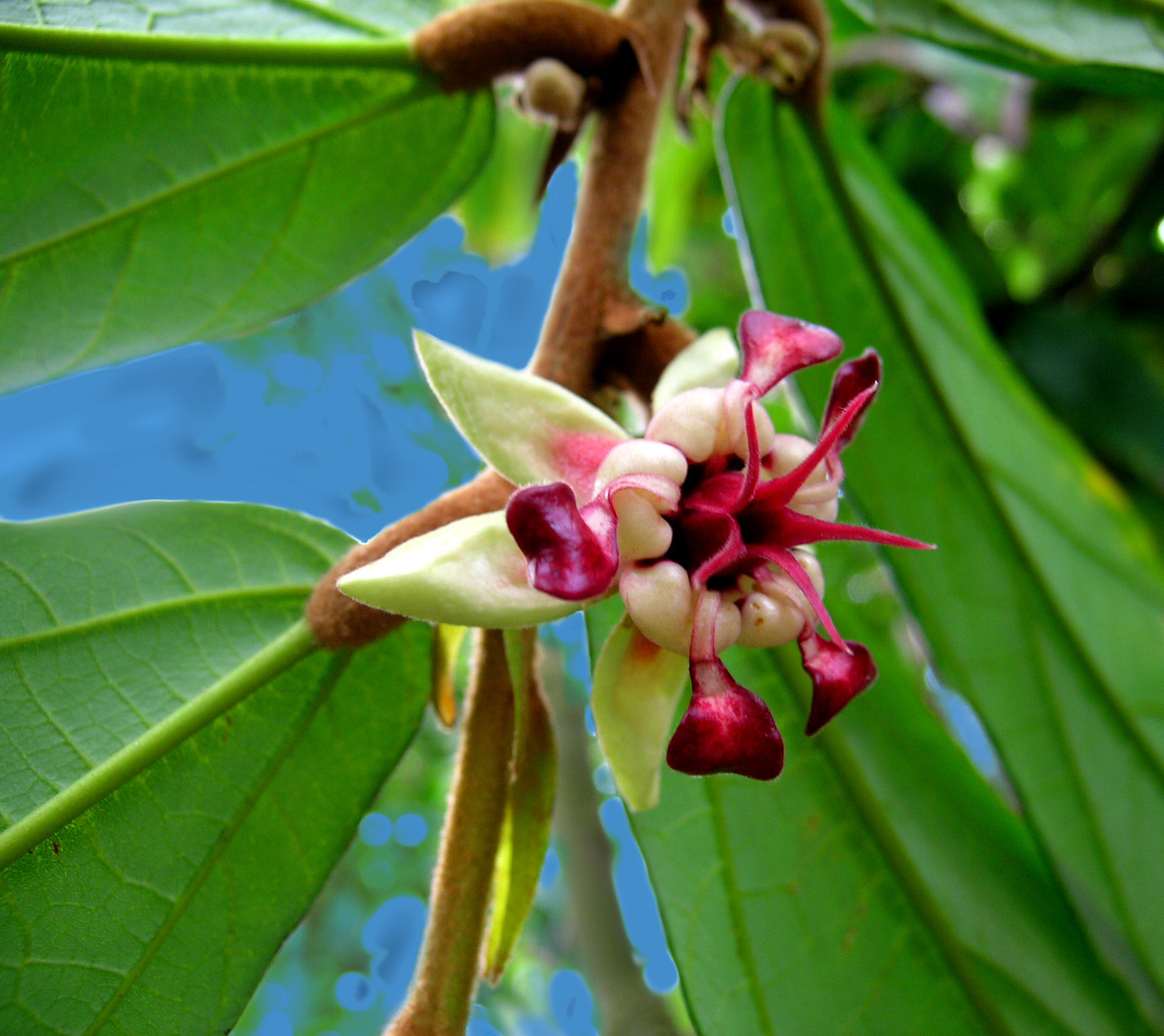
Unterfamilie Byttnerioideae: Blüte von Theobroma grandiflorum mit nur fünf Staubblättern

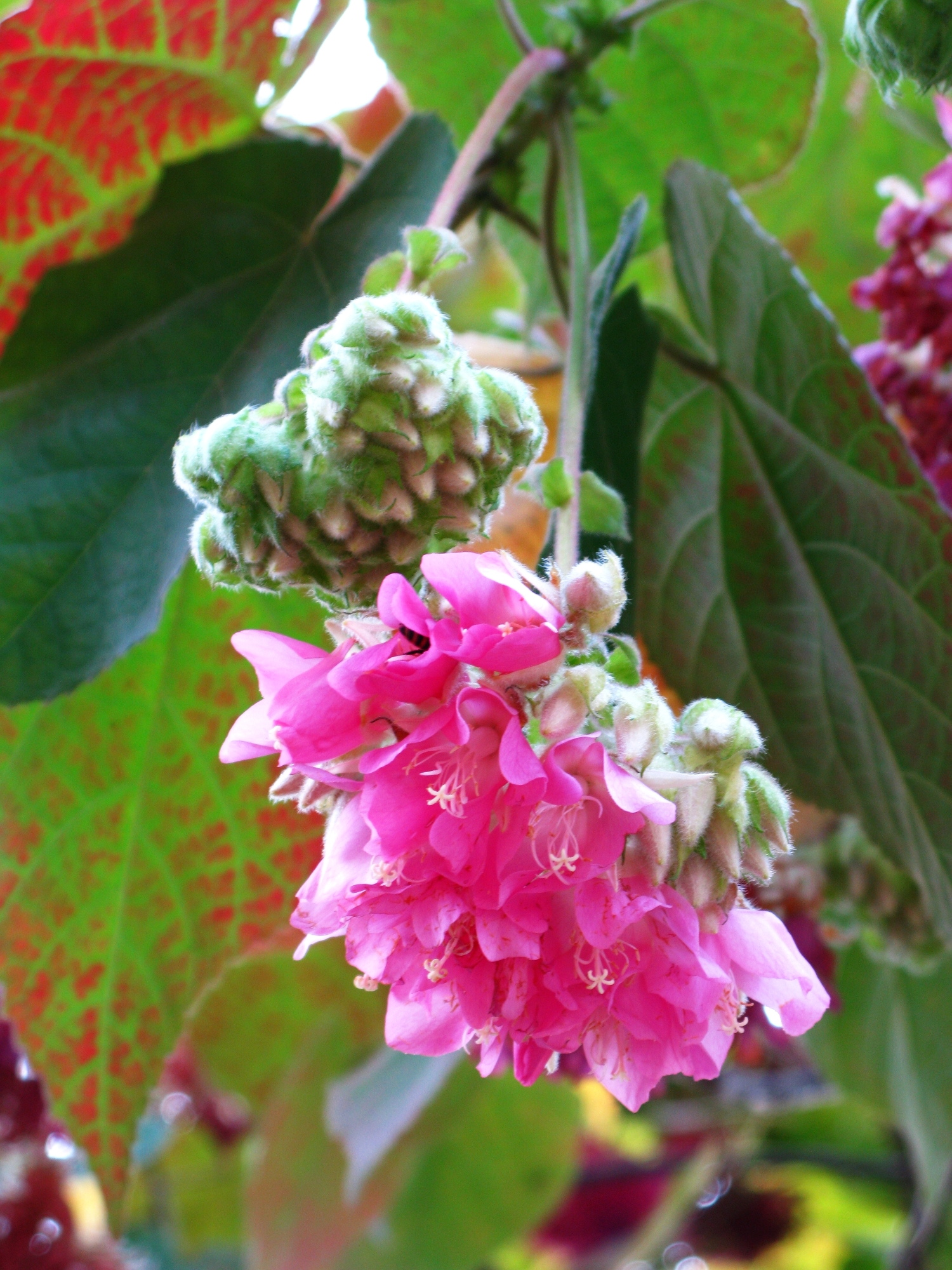
Unterfamilie Dombeyoideae: Die auffälligen Blütenstände von Dombeya wallichii

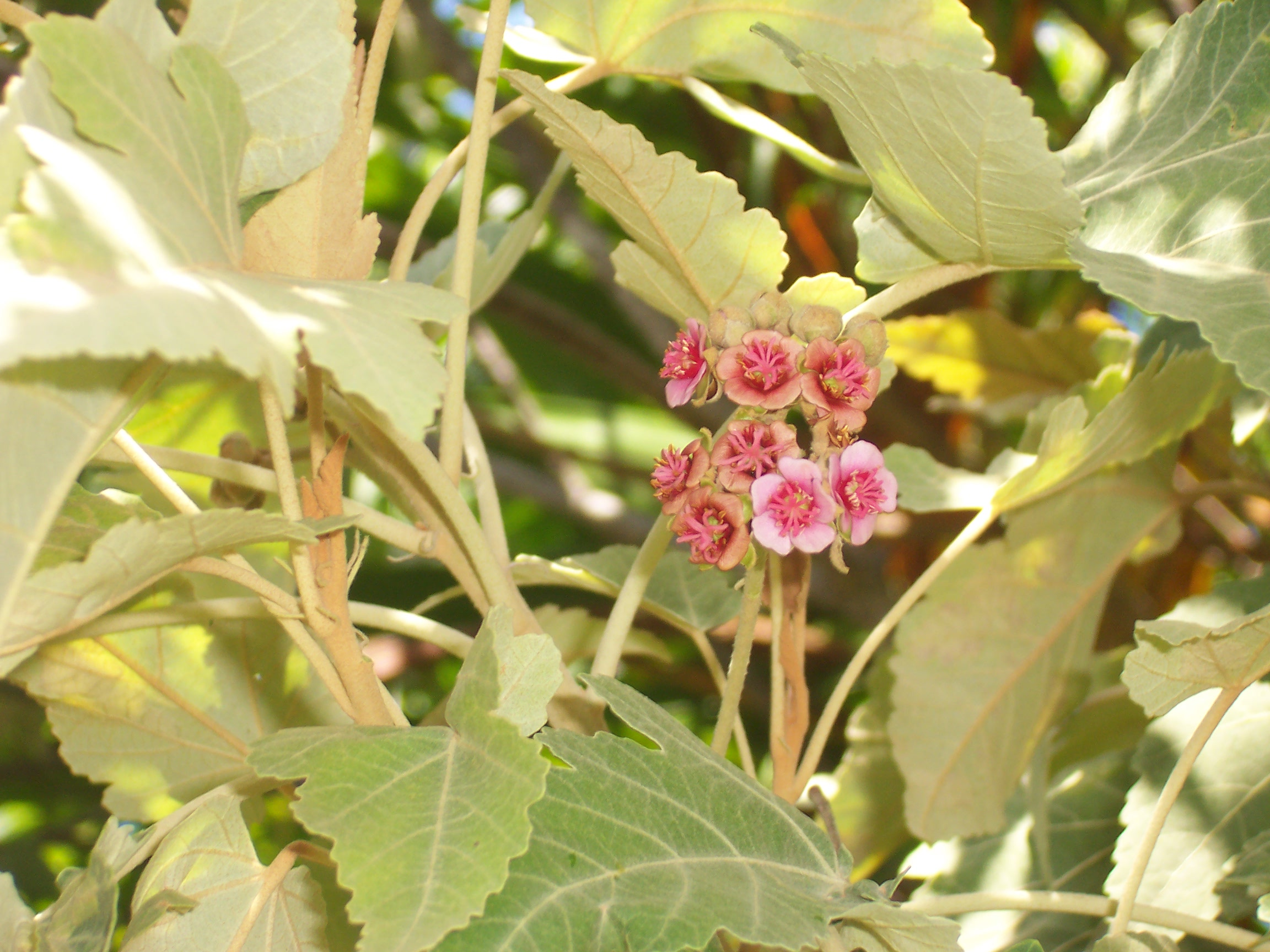
Unterfamilie Dombeyoideae: Ruizia cordata

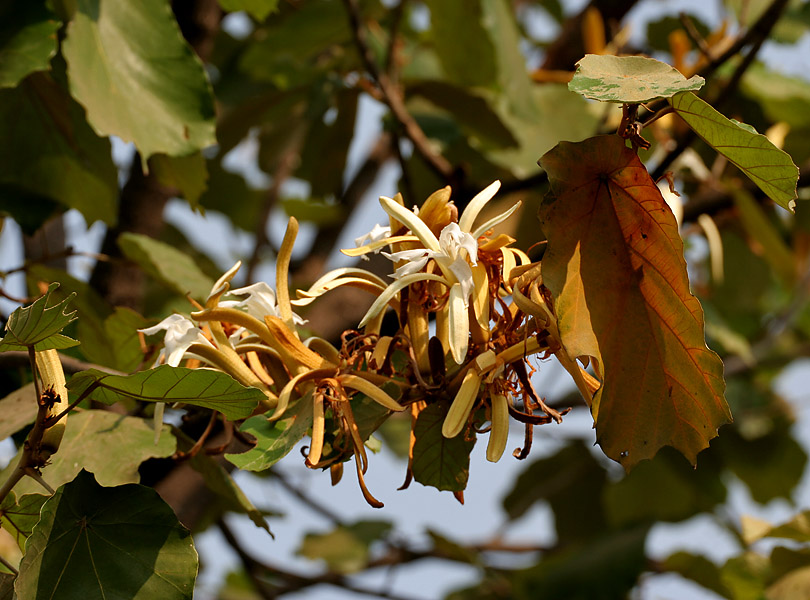
Unterfamilie Dombeyoideae: Ast mit Blüten von Pterospermum acerifolium

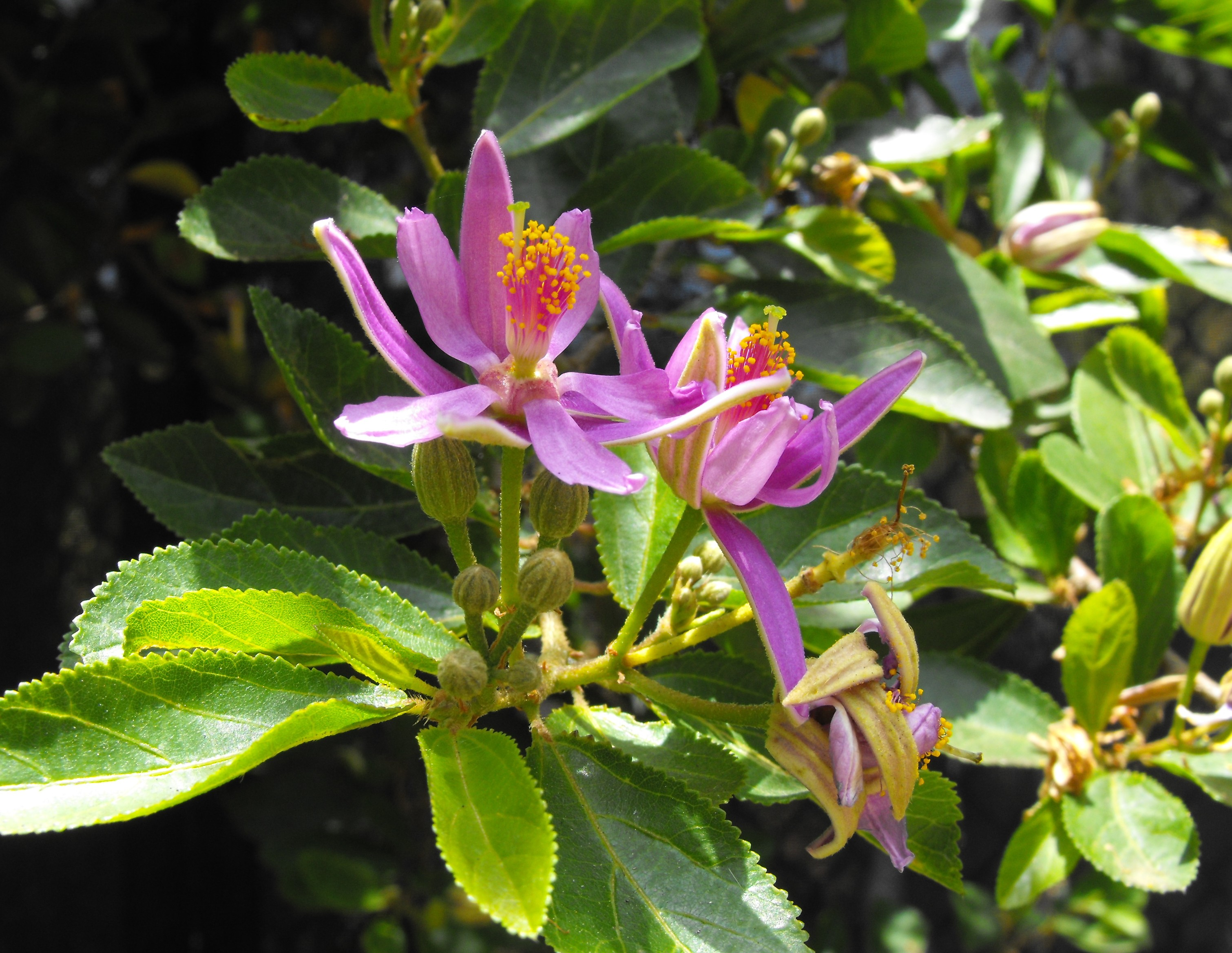
Unterfamilie Grewioideae: Grewia caffra

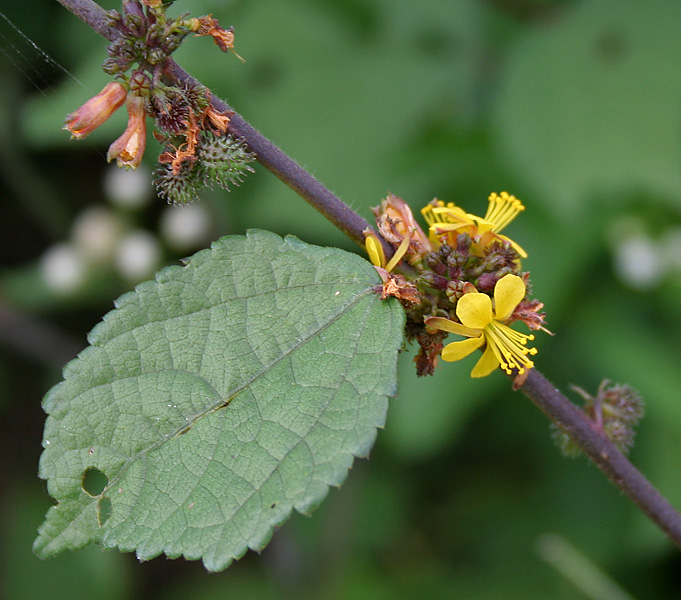
Unterfamilie Grewioideae: Triumfetta rhomboidea

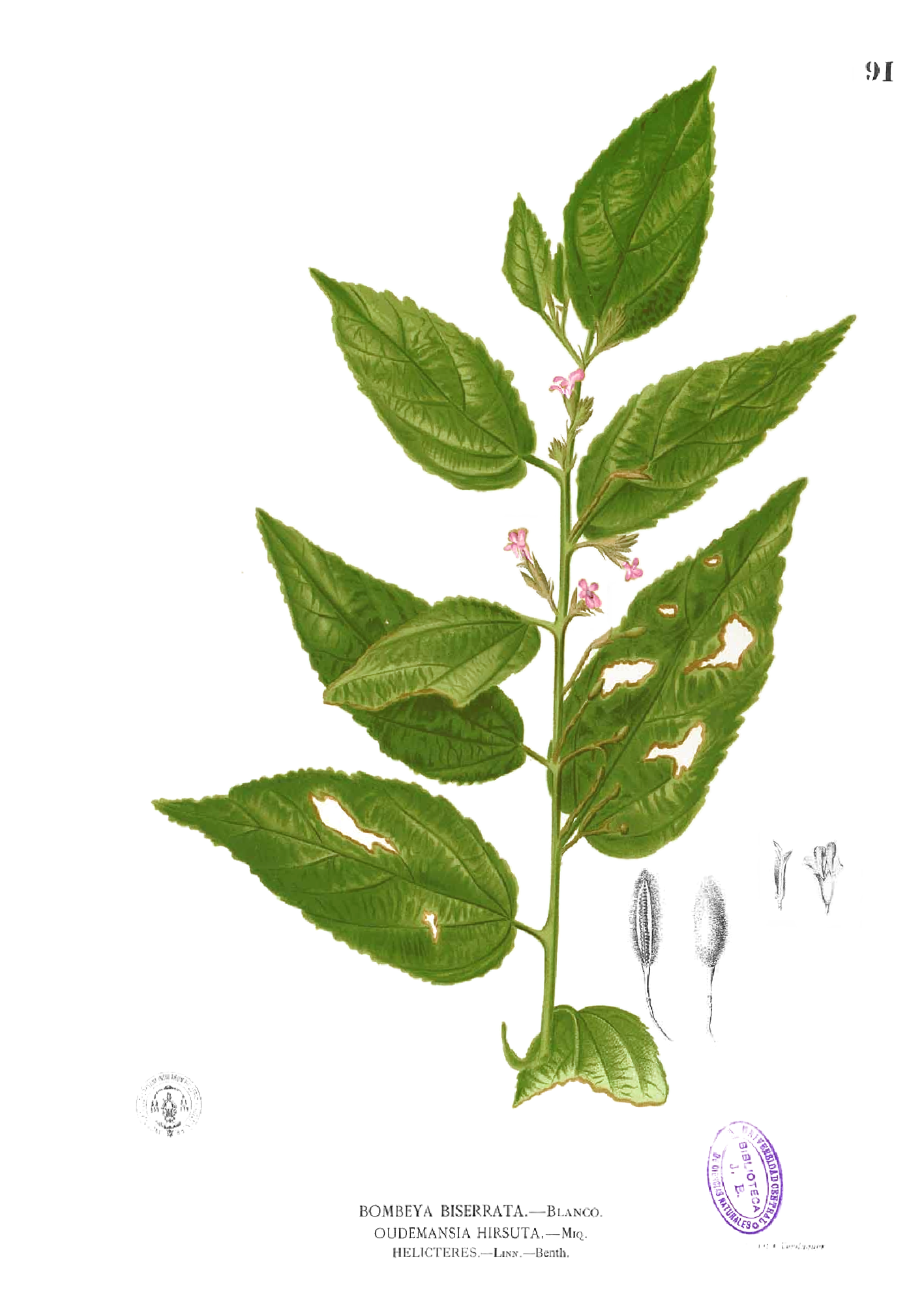
Unterfamilie Helicteroideae: Helicteres hirsuta, Illustration von Blanco

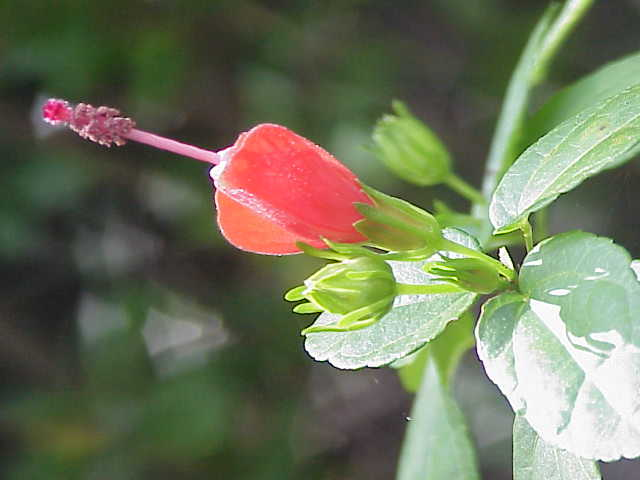
Unterfamilie Malvoideae: Beerenmalve (Malvaviscus arboreus): In der Blüte sind die vielen Staubblätter zu einer Röhre verwachsen, das ist typisch für Malvoideae

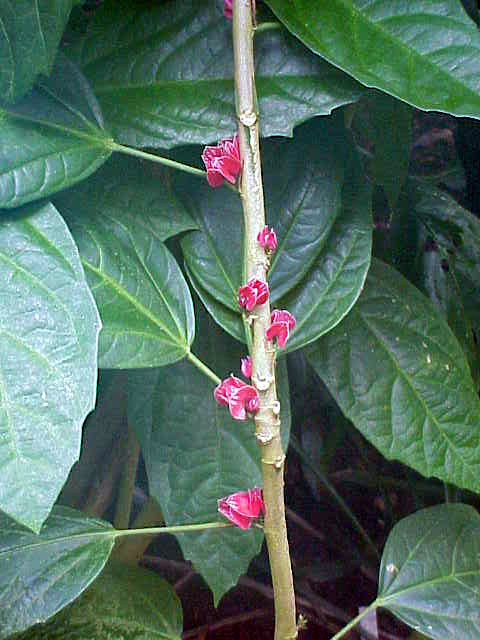
Unterfamilie Malvoideae: Goethea cauliflora (vermutlich in der Gattung Pavonia), tropische Art, die ihre Blüten direkt am Stamm ausbildet (Kauliflorie)

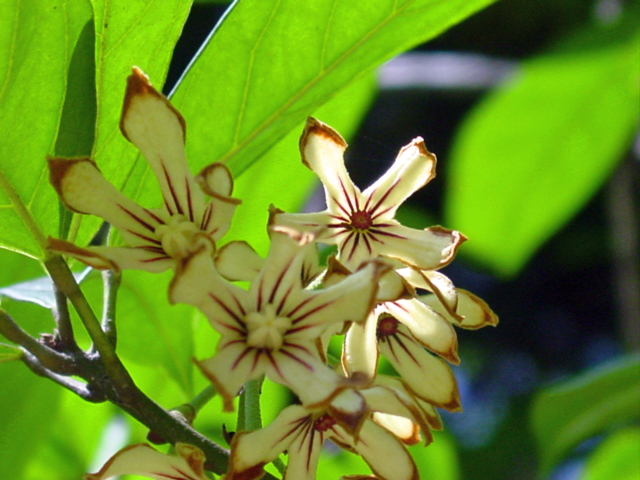
Unterfamilie Sterculioideae: Cola acuminata

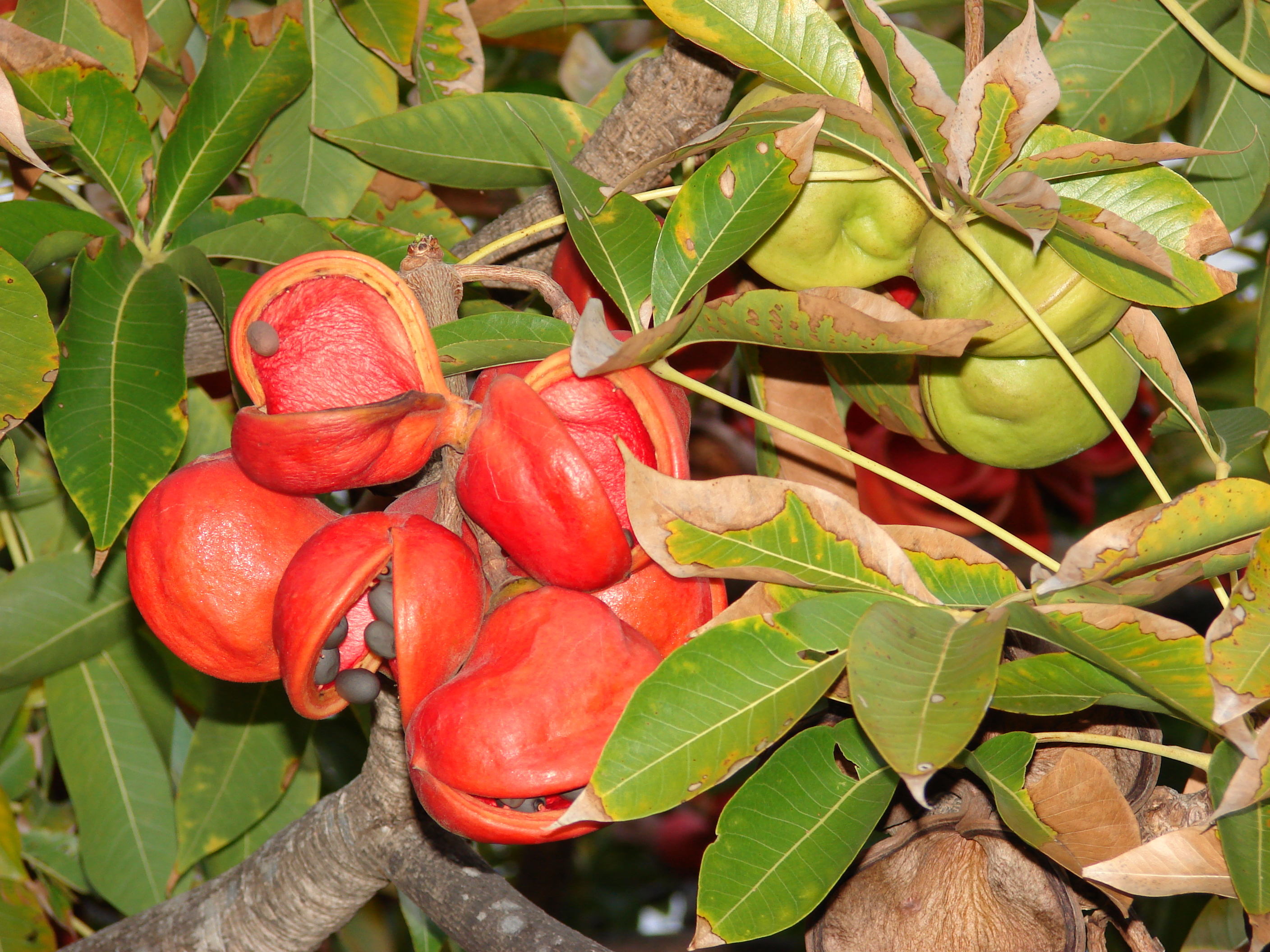
Sterculioideae: Sterculia foetida

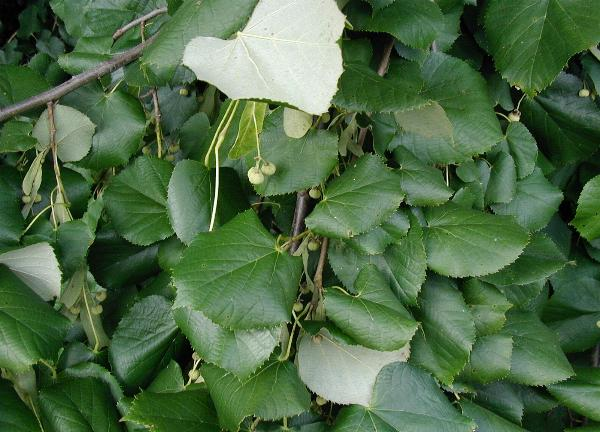
Unterfamilie Tilioideae: Silber-Linde (Tilia tomentosa)

### Unterfamilien und einige wichtige Gattungen
Die Familie Malvaceae wird heute in neun Unterfamilien gegliedert mit etwa 243 Gattungen und enthält etwa 4225 bis 4300 Arten. (Wenn ein Artikel zur Unterfamilie vorhanden ist, dann sind diese Angaben zu Tribus und Gattungen dort zu finden):
- Unterfamilie Wollbaumgewächse (Bombacoideae Burnett): Sie enthält 12 bis 16 Gattungen mit etwa 120 Arten in den Tropen besonders in Afrika und der Neotropis.
- Unterfamilie Brownlowioideae: Sie enthält etwa acht Gattungen und 68 Arten in den Tropen, hauptsächlich in der Alten Welt:
  - Berrya Roxb. (inklusive Espera Willd.): Die etwa sechs Arten im Indomalayischen Unterreich der Paläotropis verbreitet.[3]
  - Brownlowia Roxb.: Die etwa 25 Arten sind von Südostasien bis zu den Salomon-Inseln verbreitet.[3]
  - Christiana DC.: Die etwa fünf Arten kommen im tropischen Südamerika, in Afrika oder auf Tahiti vor.[3]
  - Diplodiscus Turcz.: Die etwa zwölf Arten kommen in Sri Lanka oder im westlichen Malesien vor.
  - Indagator Halford: Sie enthält nur eine Art:
    - Indagator fordii Halford: Sie kommt nur in Queensland vor.

  - Jarandersonia Kosterm.: Die vermutlich nur eine Art kommt nur auf Borneo vor.
  - Pentace Hassk.: Die etwa 25 Arten sind von Myanmar bis ins westliche Malesien verbreitet.[3]
  - Pityranthe Thwaites: Die nur zwei Arten kommen nur in Sri Lanka und Taiwan vor.
- Unterfamilie Byttnerioideae Burnett: Sie enthält etwa 26 Gattungen mit etwa 650 Arten in den Tropen weltweit, mit einem Schwerpunkt in Südamerika:
  - Tribus Byttnerieae DC.:
    - Abroma Jacq.: Sie enthält vermutlich nur eine Art:
      - Abroma augusta (L.) L.f.: Sie ist vom tropischen Asien bis Australien verbreitet.[3]

    - Ayenia L.: Die etwa 70 Arten sind vom südlichen Nordamerika bis Argentinien verbreitet.[3]
    - Byttneria Loefl.: Die etwa 135 Arten sind in den Tropen verbreitet.[3]
    - Kleinhovia L.: Sie enthält nur eine Art:
      - Kleinhovia hospita L.: Sie ist vom tropischen Asien bis Australien verbreitet.[3]

    - Leptonychia Turcz.: Je nach Auffassung mit 6 bis 45 Arten in den Tropen.
    - Megatritheca Cristóbal: Die nur zwei Arten sind im tropischen Afrika verbreitet.[3]
    - Rayleya Cristóbal: Sie enthält nur eine Art:
      - Rayleya bahiensis Cristóbal: Sie kommt in Brasilien vor.

    - Scaphopetalum Mast.: Die 3 bis 15 Arten sind im tropischen Afrika verbreitet.[3]

  - Tribus Hermannieae DC.:
    - Dicarpidium F.Muell.: Sie enthält nur eine Art:
      - Dicarpidium monoicum F.Muell.: Sie kommt in Australien vor.

    - Gilesia F.Muell.: Sie enthält nur eine Art:
      - Gilesia biniflora F.Muell.: Sie kommt im zentralen Australien vor.

    - Hermannia L.: Die 100 bis 120 Arten sind im tropischen und besonders im südlichen Afrika verbreitet.[3]
    - Melochia L.: Die 55 bis 60 Arten sind in Tropen, besonders in der Neotropis verbreitet.[3]
    - Waltheria L.: Die 16 bis 67 Arten sind überwiegend in der Neotropis verbreitet, aber je eine Art kommt auch in Afrika, auf Madagaskar, auf der Malaiischen Halbinsel, in China und Taiwan vor.

  - Tribus Lasiopetaleae DC.:
    - Commersonia J.R.Forst. & G.Forst.: Die etwa 14 Arten sind von Südostasien bis Australien und Neukaledonien verbreitet.[3]
    - Guichenotia J.Gay: Die etwa 14 Arten kommen in Australien vor.
    - Hannafordia F.Muell.: Die etwa drei Arten kommen in Australien vor.
    - Keraudrenia J.Gay: Die etwa 13 Arten kommen in Australien vor.
    - Lasiopetalum Sm.: Die etwa 30 bis 35 Arten kommen in Australien vor.
    - Lysiosepalum F.Muell.: Die etwa zwei Arten kommen im südwestlichen Australien vor.
    - Rulingia R.Br.: Die etwa 27 Arten sind von Südostasien bis Australien verbreitet und kommen auch in Madagaskar vor.[3]
    - Seringia J.Gay: Sie enthält nur eine Art:
      - Seringia arborescens (Aiton) Druce: Sie kommt in Australien und Neuguinea vor.

    - Thomasia J.Gay: Die etwa 32 Arten kommen in Australien vor.

  - Tribus Theobromateae A.Stahl:
    - Glossostemon Desf.: Sie enthält nur eine Art:
      - Glossostemon bruguieri Desf.: Sie kommt in Arabien, im Irak und im Iran vor.

    - Guazuma Mill.: Die drei bis vier Arten sind in der Neotropis verbreitet.
      - Guazuma ulmifolia Lam.: Nordöstliches Argentinien, Paraguay, Bolivien, Peru, Brasilien bis Mittelamerika und in der Karibik.

    - Herrania Goudot: etwa 15 Arten sind im tropischen Südamerika verbreitet.[3]
    - Kakaobäume (Theobroma L.): Die 17 bis 20 Arten sind in der Neotropis verbreitet; wichtigste Art der Gattung ist:
      - Kakaobaum (Theobroma cacao L.)

- Unterfamilie Dombeyoideae Beilschm.: Sie hat etwa 21 Gattungen enthalten und enthält seit 2020 nur noch etwa 14 Gattungen. Die Zahl der Arten bleibt bei 350 bis über 380 Arten, die in den tropischen Gebieten der Alten Welt, besonders auf Madagaskar und den Maskarenen verbreitet sind, aber es gibt keine Arten in der Neuen Welt:[4]
  - Andringitra Skema: Sie wurde 2012 erstbeschrieben. Die etwa sechs Arten kommen nur in Madagaskar vor.[4]
  - Burretiodendron Rehder: Die etwa sieben Arten sind in Südostasien vom südwestlichen China bis Myanmar und Vietnam verbreitet.[4]
  - Cheirolaena Benth.: Sie enthält nur eine Art:
    - Cheirolaena linearis Benth.: Sie kommt nur auf Mauritius vor.[4]

  - Corchoropsis Siebold & Zucc. (Syn.: Paradombeya Stapf): Die seit 2020 etwa vier Arten kommen in Ost- und Südostasien vor.[4]
  - Dombeya Cav. (Syn.: Cavanilla J.F.Gmel.): Die etwa 200 Arten sind von Afrika über Madagaskar bis zu den Maskarenen verbreitet.[4]
  - Eriolaena DC. (Syn.: Dendroleandria Arènes, Helmiopsiella Arènes, Jackia Spreng., Microchlaena Wall. ex Wight & Arn., Schillera Rchb., Wallichia DC.): Die seit 2020 etwa 27 Arten sind in Kontentalafrika, Madagaskar, Indomalesien, in China und Südostasien verbreitet.[4]
  - Hafotra Dorr: Sie wurde 2020 aufgestellt und enthält nur eine Art:
    - Hafotra superba (Arènes) Dorr (Syn.: Dombeya superba Arènes): Dieser Endemit kommt nur im südöstlichen Madagaskar vor.[4]

  - Harmsia K.Schum.: Die zwei Arten kommen in Äthiopien, Somalia und Kenia vor.[4]
  - Melhania Forssk. (Syn.: Brotera Cav., Cardiostegia C.Presl, Paramelhania Arènes, Pentaglottis Wall., Sprengelia Schult., Trochetiopsis Marais, Vialia Vis.): Die seit 2020 etwa 75 Arten sind auf St. Helena, in Kontinentalafrika, in Madagaskar, auf der Arabischen Halbinsel, auf dem Indischen Subkontinent, in Myanmar, China, auf Neuguinea und in Australien verbreitet.[4]
  - Nesogordonia Baill.: Die etwa 20 Arten sind hauptsächlich in Madagaskar verbreitet, einige wenige Arten kommen auch auf Mayotte oder in Afrika vor.[4] Darunter:
    - Nesogordonia tricarpellata Skema & Dorr: Sie wurde 2011 erstbeschrieben und ist ein Endemit des südöstlichen Madagaskar.

  - Pentapetes L.: Sie enthält nur eine Art:
    - Pentapetes phoenicea L.: Sie ist vom Indischen Subkontinent über Indochina und China bis Malesien verbreitet.[4]

  - Pterospermum Schreb.: Die etwa zehn Arten sind in Asien verbreitet.[4]
  - Ruizia Cav.: Sie hat lange Zeit nur eine Art oder nur drei Arten enthalten. Seit Dorr et al. 2020 gehören alle Arten, die zur ehemaligen Gattung Trochetia DC. gehörten zur Gattung Ruizia.[4] Zur Gattung Trochetia gehörten je nach Autor etwa sechs Arten. Weitere Synonyme für Ruizia Cav. sind: Astyria Lindl., Assonia Cav., Dombeya sect. Assonia (Cav.) Cordem., Vahlia Dahl non Thunb., Koenigia Comm. ex Juss. nom. nud.[4] Die etwa seit Dorr et al. 2020 etwa 14 Arten kommen fast alle nur auf Mauritius und Réunion vor, nur eine, Ruizia tremula (Hochr.) Dorr, kommt allein im südlichsten Teil von Madagaskar vor. Eine Art ist vermutlich ausgestorben[4]
  - Schoutenia Korth. (Syn.: Actinophora Wall. ex R.Br., Chartacalyx Maingay ex Mast., Sicrea Hallier f.: Die seit 2020 etwa zehn Arten sind von Südostasien und Malesien über Neuguinea bis ins zentrale-nördliche Australien verbreitet.[4]
    - Schoutenia ovata Korth.): Sie kommt vom zentralen Nordaustralien über Neuguinea, die Molukken bis nach Java und ins nördliche Südostasien vor.

- Unterfamilie Grewioideae Dippel: Sie enthält etwa 25 Gattungen mit etwa 770 Arten, die hauptsächlich in den Tropen weltweit verbreitet sind.
- Unterfamilie Helicteroideae: Sie enthält acht bis zwölf Gattungen mit etwa 95 Arten, die in Tropen, hauptsächlich Asien verbreitet sind:
  - Tribus Durioneae Becc.: Sie enthält etwa sechs Gattungen:
    - Boschia Korth.: Die etwa sechs Arten sind in Myanmar und Malesien (besonders Borneo) verbreitet.[3]
    - Coelostegia Benth.: Die etwa sechs Arten sind im westlichen Malesien verbreitet.[3]
    - Cullenia Wight: Die etwa drei Arten sind in Indien und Sri Lanka verbreitet.[3]
    - Durianbäume (Durio Adans.): Die etwa 27 Arten sind im westlichen Malesien verbreitet[3]; mit der wichtigsten Art:
      - Durian (Durio zibethinus L.)

    - Kostermansia Soegeng: Sie enthält nur eine Art:
      - Kostermansia malayana Soegeng: Sie kommt auf der Malaiischen Halbinsel vor.

    - Neesia Blume: Die etwa acht Arten sind im westlichen Malesien verbreitet.[3]
      - Neesia altissima (Blume) Blume: Aus Java, Sumatra, Borneo, Malaysia und Thailand.

  - Tribus Helictereae Schott & Endl.:
    - Helicteres L.: Die 40 bis 60 Arten sind in den Tropen Asiens und in der Neotropis verbreitet.[3]
    - Mansonia J.R.Drumm. ex Prain: Die ein bis fünf Arten sind in Afrika und Asien verbreitet.[3]
    - Neoregnellia Urb.: Sie enthält nur eine Art:
      - Neoregnellia cubensis Urb.: Sie kommt nur auf Kuba vor.

    - Reevesia Lindl.: Die etwa 15 Arten sind in Ostasien verbreitet.[3]
    - Triplochiton K.Schum.: Die ein bis drei Arten sind im tropischen Afrika verbreitet.[3]
    - Ungeria Schott & Endl.: Die nur ein bis zwei Arten kommen nur auf den Norfolk-Inseln vor.

- Unterfamilie Malvoideae Burnett (Malvengewächse im engeren Sinne): Sie enthält etwa 78 Gattungen mit etwa 1670 Arten in den gemäßigten bis tropischen Gebieten der Welt.

- Unterfamilie Sterkuliengewächse (Sterculioideae Burnett): Sie enthält etwa zwölf Gattungen und etwa 430 Arten mit pantropischer Verbreitung.

- Unterfamilie Lindengewächse (Tilioideae Arn.): Sie enthält drei Gattungen mit etwa 50 Arten. Die Arten dieser Unterfamilie sind im gemäßigten Klima der Nordhalbkugel und in Zentralamerika beheimatet.

Kladogramm nach APWebsite:
|  | Byttnerioideae |
|  |                |
|  | Grewioideae    |
|  |                |

|                                                                                                 | Sterculioideae                                              |
|                                                                                                 |                                                             |
|                                                                                                 | Tilioideae                                                  |
|                                                                                                 |                                                             |
|                                                                                                 | Dombeyoideae                                                |
|                                                                                                 |                                                             |
|                                                                                                 | Brownlowioideae                                             |
|                                                                                                 |                                                             |
|                                                                                                 | Helicteroideae                                              |
|                                                                                                 |                                                             |
|                                                                                                 | \| \| Malvoideae \| \| \| \| \| \| Bombacoideae \| \| \| \| |
| Vorlage:Klade/Wartung/3 Vorlage:Klade/Wartung/4 Vorlage:Klade/Wartung/5 Vorlage:Klade/Wartung/6 |                                                             |
|                                                                                                 | Malvoideae                                                  |
|                                                                                                 |                                                             |
|                                                                                                 | Bombacoideae                                                |
|                                                                                                 |                                                             |

|  | Malvoideae   |
|  |              |
|  | Bombacoideae |
|  |              |

|  | Byttnerioideae |
|  |                |
|  | Grewioideae    |
|  |                |

|                                                                                                 | Sterculioideae                                              |
|                                                                                                 |                                                             |
|                                                                                                 | Tilioideae                                                  |
|                                                                                                 |                                                             |
|                                                                                                 | Dombeyoideae                                                |
|                                                                                                 |                                                             |
|                                                                                                 | Brownlowioideae                                             |
|                                                                                                 |                                                             |
|                                                                                                 | Helicteroideae                                              |
|                                                                                                 |                                                             |
|                                                                                                 | \| \| Malvoideae \| \| \| \| \| \| Bombacoideae \| \| \| \| |
| Vorlage:Klade/Wartung/3 Vorlage:Klade/Wartung/4 Vorlage:Klade/Wartung/5 Vorlage:Klade/Wartung/6 |                                                             |
|                                                                                                 | Malvoideae                                                  |
|                                                                                                 |                                                             |
|                                                                                                 | Bombacoideae                                                |
|                                                                                                 |                                                             |

|  | Malvoideae   |
|  |              |
|  | Bombacoideae |
|  |              |

## Ökologie
Einige Malvengewächse stellen wichtige Futterpflanzen für den Malven-Dickkopffalter (Carcharodus alceae) dar. So ernähren sich die Raupen dieser Schmetterlingsart vor allem von Weg-Malven (Malva neglecta) und Moschus-Malven (Malva moschata).

## Nutzung
Viele Arten und besonders ihre Sorten sind Zierpflanzen für Parks, Gärten und Räume. Die am häufigsten kultivierte Art ist wohl der Chinesische Roseneibisch (Hibiscus rosa-sinensis) mit hunderten von Sorten, der in den Parks und Gärten der frostfreien Gebiete wichtig ist, aber auch als Zimmerpflanze verwendet wird. Bechermalven, Stockrosen und viele mehr sind in den Gemäßigten Breiten in den Gärten zu finden. Einige Baumarten werden in den Tropen in Parks und Alleen gepflanzt.
Es gibt eine Vielzahl von Arten, die vom Menschen vielfältig genutzt werden. Bekannt als Nutzpflanze ist der Kakaobaum. Okra (Abelmoschus esculentus) ist ein Gemüse. Die Früchte und Blätter des Afrikanischen Affenbrotbaumes sind essbar. Bekannt ist die Durian-Frucht. Linden werden nicht nur als Zierpflanzen genutzt, sondern auch für ihr Holz geschätzt. Aus den getrockneten Blüten lässt sich ein Heiltee zubereiten.
Diese Familie enthält einige Arten die für Tees genutzt werden. Die medizinische Wirkung vieler Arten beruht vor allem auf dem enthaltenen Schleim. Bekannt sind auch die Kolabäume (Cola). Die Wilde Malve, auch „Große Käsepappel“ genannt, ist eine der ältesten bekannten Gemüse- und Heilpflanzen.
Baumwolle und Kenaf, Java-Jute oder Ostindische Hanfrose (Hibiscus cannabinus) sind wichtige Faserpflanzen.

## Bilder

Früchte
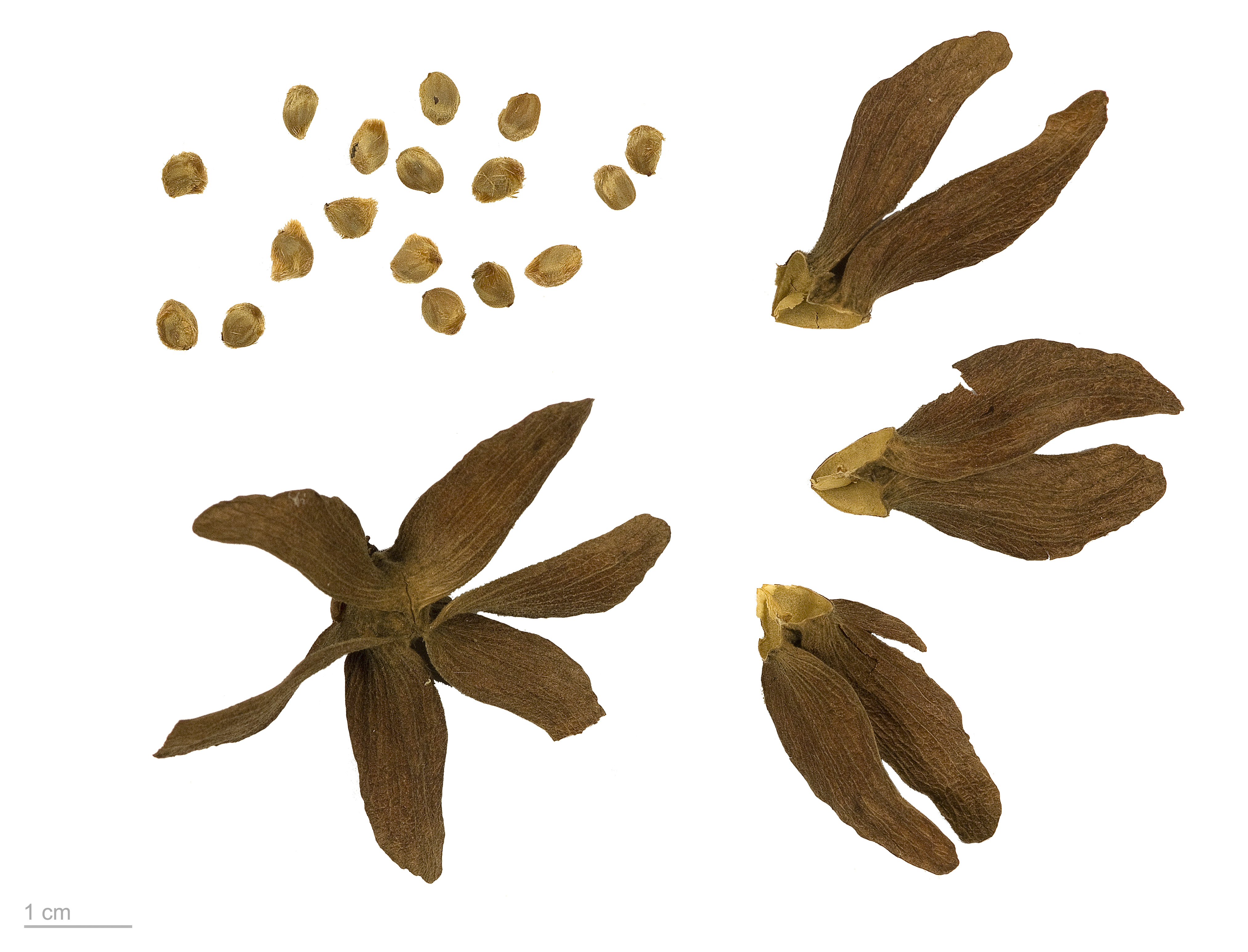
Unterfamilie Brownlowioideae: Früchte und Samen von Berrya cordifolia
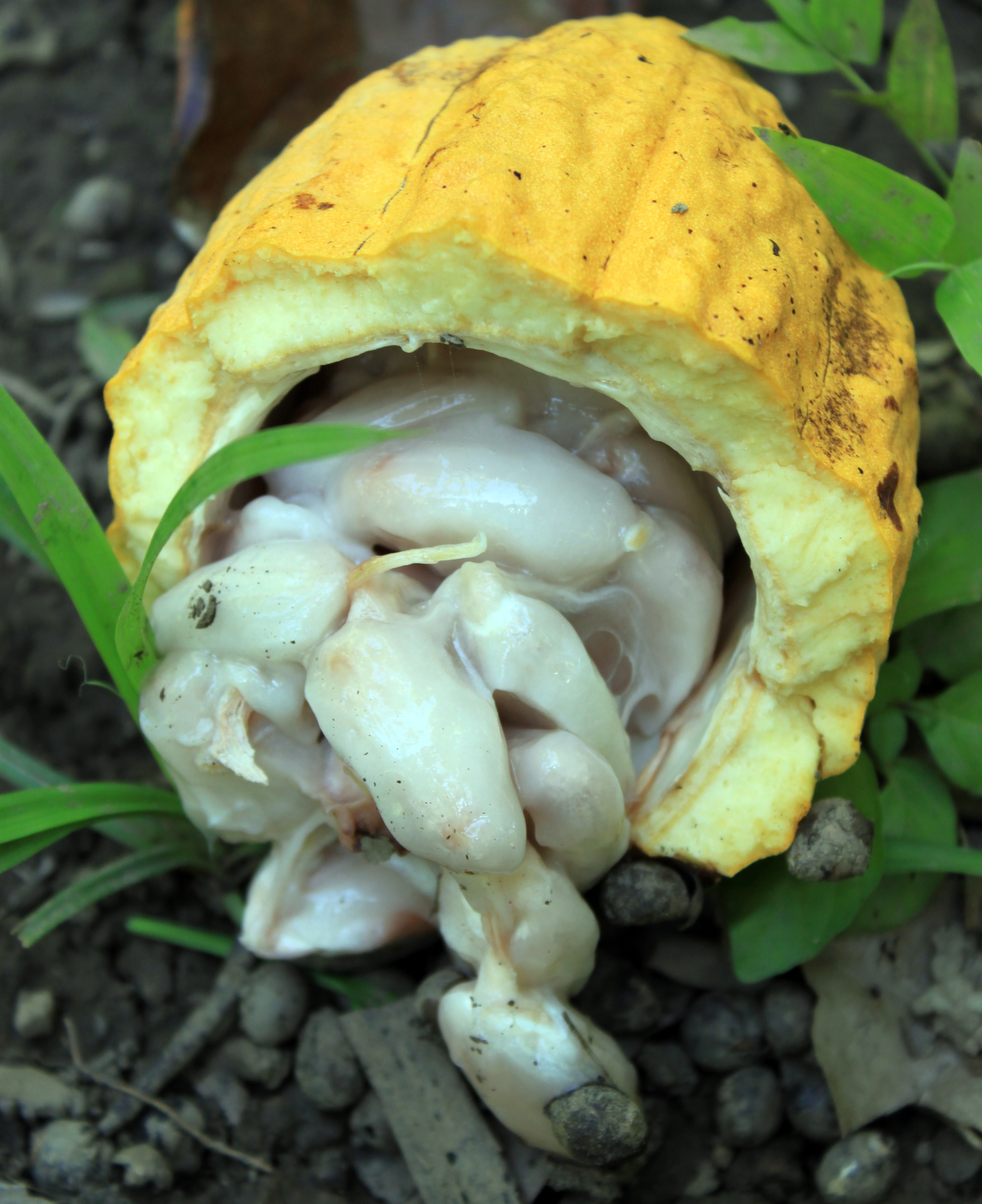
Unterfamilie Byttnerioideae: Früchte und Samen von Theobroma cacao
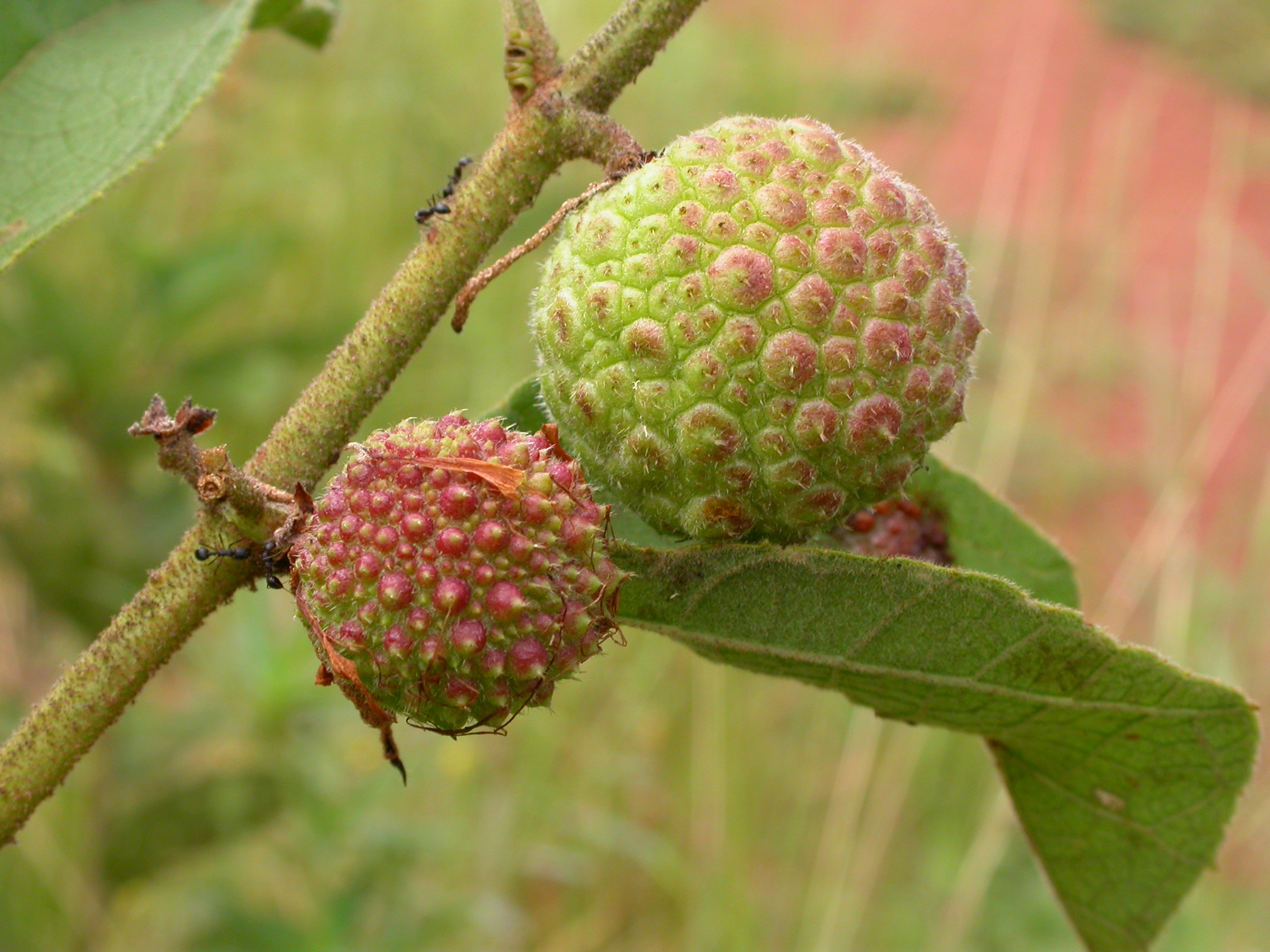
Unterfamilie Grewioideae: Früchte von Triumfetta lepidota